# リツボット
リツボット（RTBot）は、Twitterのつぶやき(ツイート)を収集し、リツイートの自動化が行えるWebサービスであります。

## 概要
リツボットは、Twitterのつぶやき(ツイート)を収集しリツイートの自動化が行えるTwitter関連サービスとして2018年10月にリリースされた。
リツボットの最大の特徴は、ユーザーが指定したキーワードを含むTwitterのつぶやき（ツイート）を自動で収集し、指定した時刻・時間にリツイートされるようリツイートの自動化が行える。

## Twitter関連サービス
日本では以下にあげられるサービスもTwitter関連サービスとして有名
- MAKEBOT
- Twittbot
- Tweetbuzz